# کینتاروی حقوق‌بگیر (فیلم)
کینتاروی حقوق‌بگیر (انگلیسی: Salaryman Kintaro) یک فیلم لایو اکشن درام ژاپنی به کارگردانی تاکاشی میکه بر اساس سری مانگای کینتاروی حقوق‌بگیر از هیروشی موتومیا محصول سال ۱۹۹۹ است.

## تولید
این فیلم توسط توهو تولید شد و قرار بود پلی میان دو فصل مجموعه تلویزیونی باشد.

## انتشار
این فیلم در تاریخ ۱۳ دسامبر ۱۹۹۹ منتشر شد.